# Карвер (город, Миннесота)
Карвер (англ. Carver) — город в округе Карвер, штат Миннесота, США. На площади 10,4 км² (10 км² — суша, 0,4 км² — вода), согласно переписи 2002 года, проживают 1266 человек. Плотность населения составляет 126,9 чел./км².
- Телефонный код города — 952
- Почтовый индекс — 55315
- FIPS-код города — 27-10144[1]
- GNIS-идентификатор — 0640944[2]